# International Alphabet of Sanskrit Transliteration
International Alphabet of Sanskrit Transliteration (IAST, pol. Międzynarodowy Alfabet Transliteracji Sanskrytu) – powszechnie stosowana metoda transliteracji, która pozwala na jednoznaczne transliterowanie tekstów indyjskich, w Polsce zwana przez indologów „transliteracją naukową”.

## Historia
IAST jest oparty na standardzie przyjętym przez Międzynarodowy Kongres Orientalistów w Atenach w 1912 r., wywodzącym się ze standardu przyjętego we wrześniu 1894 r. podczas Międzynarodowego Kongresu Orientalistów w Genewie. Pozwala na jednoznaczną transliterację pisma dewanagari oraz innych indyjskich alfabetów np: śarada, czyli konwersję grafemiczną. Jest zarazem wierną transkrypcją fonetyczną języków indyjskich - oddaje nie tylko fonemy sanskrytu, ale zasadniczo pozwala na fonetyczne przypisanie znaczeń każdej literze (np. visarga ḥ, która jest alofonem r i s).
Romanizacja Biblioteki Narodowej w Kalkucie, która zmierza do latynizacji wszystkich pism indyjskich, jest rozwinięciem IAST.
IAST jest najpopularniejszym systemem transliterowania sanskrytu i pali. Często używany w specjalistycznych publikacjach na temat języków i literatur starożytnych Indii (jak klasycznego sanskrytu), a także na temat większości języków średnioindyjskich (np. języka pali) i nowoindyjskich (np. języka hindi). Jest także stosowana publikacjach fachowych dotyczących indyjskich religii czy filozofii, klasycznej literatury itp. Szeroka dostępność czcionek Unicode wpływa na coraz częstsze używanie IAST w tekstach elektronicznych.
Na Zachodzie (Wielka Brytania i USA, Francja, Niemcy, Włochy) jest stosowana obecnie niemal powszechnie w publikacjach na temat literatury, kultury, sztuki, filozofii i religii Indii, nawet w przeznaczonych dla masowego odbiorcy. Niestety, w Polsce stosowana jest niemal wyłącznie w publikacjach specjalistycznych, a w publikacjach popularnych panuje wielki chaos – spowodowany trwającym od 1957 r. sporem indologów o tzw. „polską transkrypcję pism indyjskich” i istnieniem kilku „szkół” transkrypcji.

## IAST – tabela konwersji znaków (sanskryt i hindi)
Wykaz znaków IAST (małe i duże litery - choć pismo devanagari nie rozróżnia małych i wielkich liter), ich odpowiedniki w devanagari i   wartości fonetyczne w Międzynarodowym Alfabecie Fonetycznym. Uwaga: 
między sanskrytem a językiem hindi występują niewielkie różnice
fonologiczne:
| अ [ə] a A | आ [ɑː] ā Ā | इ [i] i I | ई [iː] ī Ī | उ [u] u U | ऊ [uː] ū Ū | ऋ [ɹ̩] ṛ Ṛ | ॠ [ɹ̩ː] ṝ Ṝ | ऌ [l̩] ḷ Ḷ | ॡ [l̩ː] ḹ Ḹ | samogłoski |

| ए [eː] e E | ऐ [aːi] ai Ai | ओ [oː] o O | औ [aːu] au Au | dwugłoski |

| अं [ⁿ] ṃ Ṃ | anusvara |
| अः [h] ḥ Ḥ | visarga  |

| tylnojęzykowe | podniebienne (palatalne) | szczytowe (cerebralne) | zębowe       | wargowe      |                                  |
| क [k] k K     | च [c] c C                | ट [ʈ] ṭ Ṭ              | त [t̪] t T    | प [p] p P    | bezdźwięczne                     |
| ख [kʰ] kh Kh  | छ [cʰ] ch Ch             | ठ [ʈʰ] ṭh Ṭh           | थ [t̪ʰ] th Th | फ [pʰ] ph Ph | bezdźwięczne przydechowe         |
| ग [ɡ] g G     | ज [ɟ] j J                | ड [ɖ] ḍ Ḍ              | द [d̪] d D    | ब [b] b B    | dźwięczne                        |
| घ [gʰ] gh Gh  | झ [ɟʰ] jh Jh             | ढ [ɖʰ] ḍh Ḍh           | ध [d̪ʰ] dh Dh | भ [bʰ] bh Bh | dźwięczne przydechowe            |
| ङ [ŋ] ṅ Ṅ     | ञ [ɲ] ñ Ñ                | ण [ɳ] ṇ Ṇ              | न [n] n N    | म [m] m M    | spółgłoski nosowe                |
|               | य [j] y Y                | र [r] r R              | ल [l] l L    | व [v] v V    | półsamogłoski                    |
|               | श [ɕ] ś Ś                | ष [ʂ] ṣ Ṣ              | स [s] s S    |              | spółgłoski szczelinowe           |
| ह [ɦ] h H     |                          |                        |              |              | spółgłoska szczelinowa dźwięczna |

## Porównanie z ISO 15919
IAST jest częścią ISO 15919. Istnieje pięć wyjątków, w których standard ISO używa innych znaków niż IAST ze względu na to, że obejmuje też współczesne języki indyjskie.
| Devanāgarī  | IAST | ISO 15919 | Uwagi                                               |
| ----------- | ---- | --------- | --------------------------------------------------- |
| (hindi) ए/ े | e    | ē         | ISO e oznacza (hindi) ऎ/ ॆ                           |
| (hindi) ओ/ो  | o    | ō         | ISO o oznacza (hindi) ऒ/ॊ                            |
| (sanskryt) ं | ṃ    | ṁ         | ISO ṃ oznacza znak "tippi" pisma gurmukhi (pendż.) ੰ |
| (hindi) ऋ/ ृ | ṛ    | r̥         | ISO ṛ oznacza ड़ /ɽ/                                 |
| (hindi) ॠ/ ॄ | ṝ    | r̥̄         | dla zgodności z r̥                                   |